# Nuxia
Nuxia là một chi thực vật thuộc họ Stilbaceae. Chi này có các loài sau (tuy nhiên danh sách này có thể chưa đủ):
- Nuxia glomerulata, (C.A.Sm.) I.Verd.
- Nuxia congesta, một loại cây gỗ cứng mọc trên triền núi Kenya
- Nuxia floribunda- tên tiếng Anh: forest elder, forest nuxia hoặc wild elder

## Hình ảnh

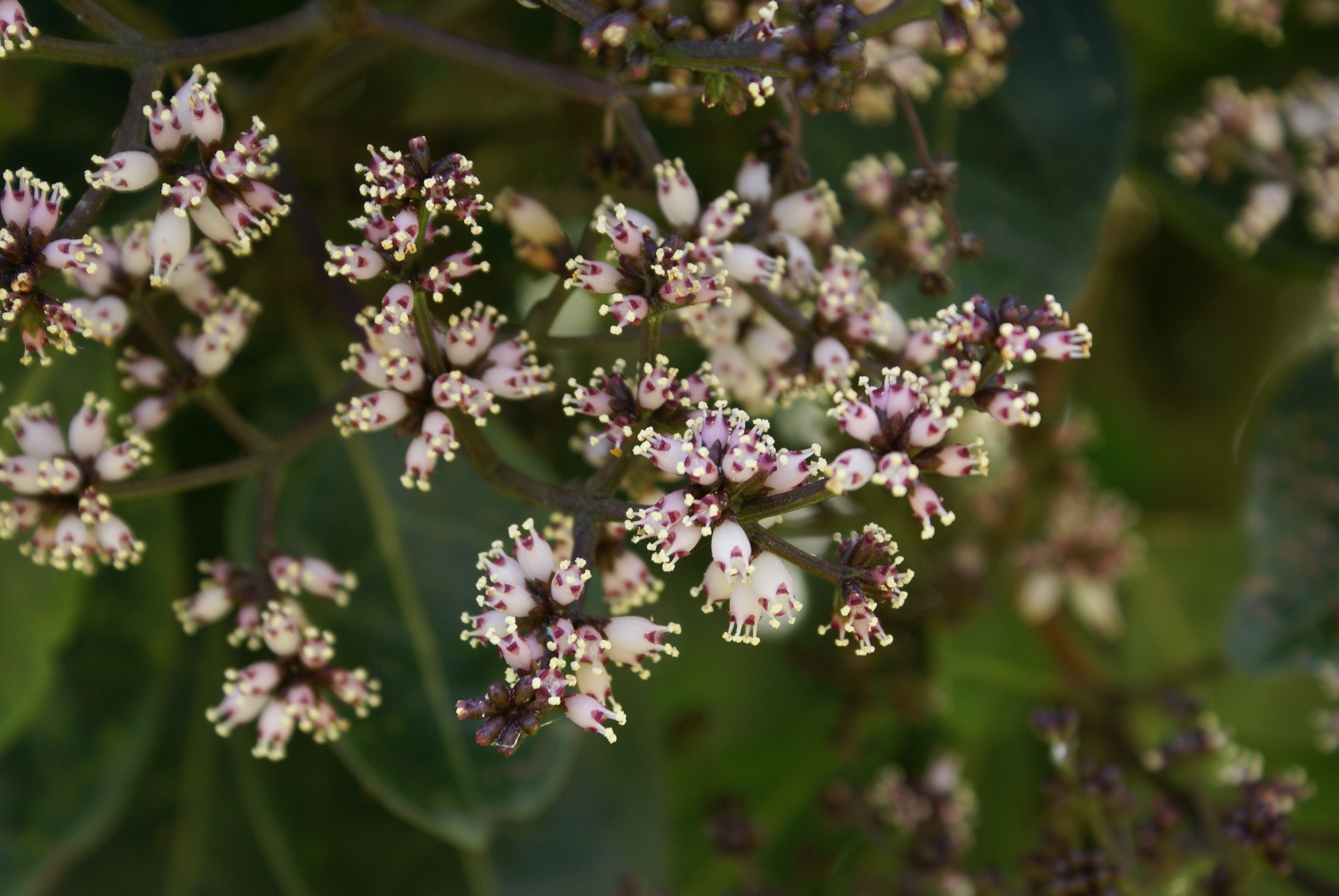
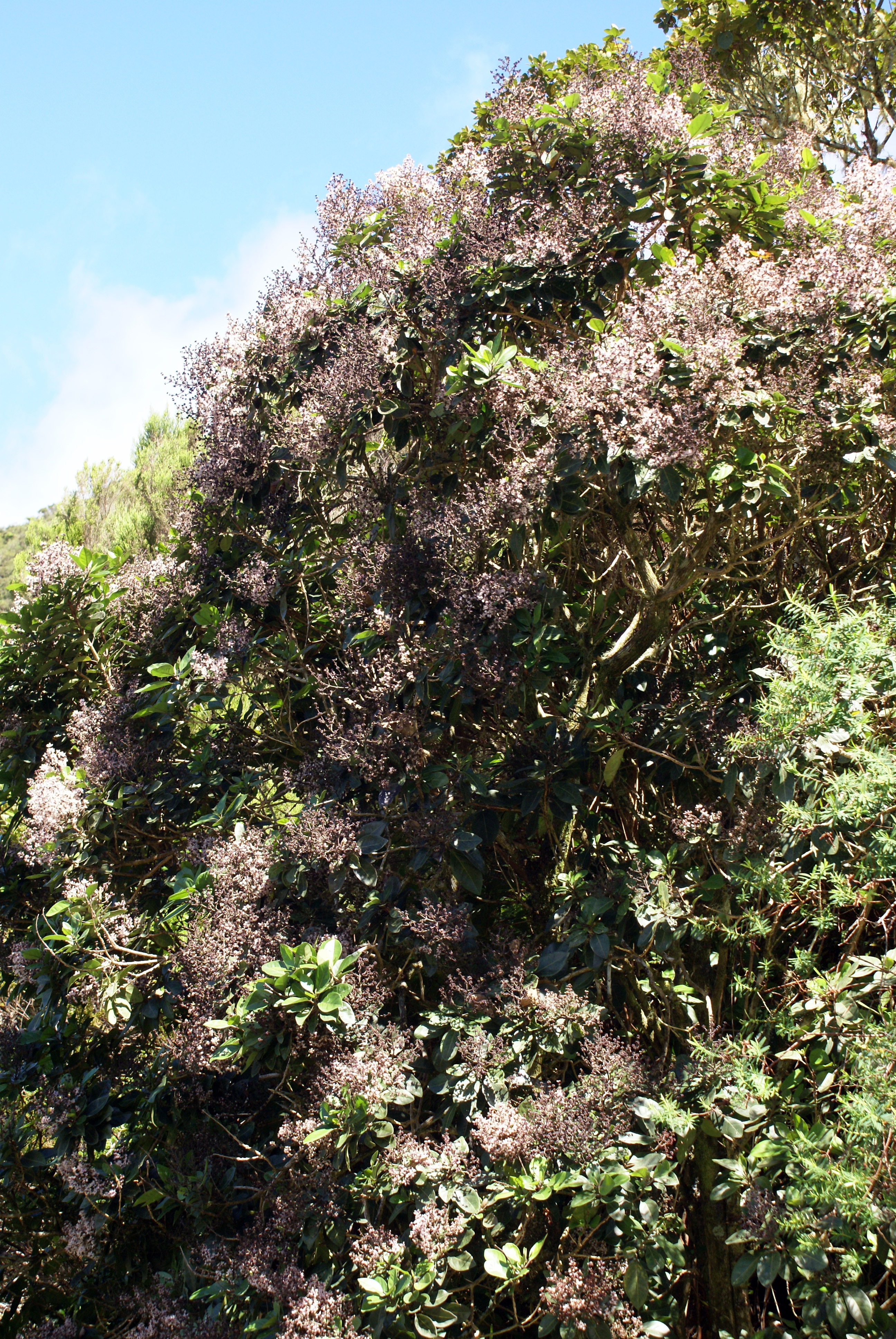